# Mala Hremeacea, Mirhorod
Mala Hremeacea (în ucraineană Мала Грем'яча) este un sat în comuna Popivka din raionul Mirhorod, regiunea Poltava, Ucraina.

## Demografie
Componența lingvistică a localității Mala Hremeacea
     Ucraineană (96,77%)
     Rusă (3,23%)
Conform recensământului din 2001, majoritatea populației localității Mala Hremeacea era vorbitoare de ucraineană (96,77%), existând în minoritate și vorbitori de rusă (3,23%).